# Port lotniczy Ofu
Port lotniczy Ofu – port lotniczy zlokalizowany w miejscowości Ofu, na wyspie Ofu (Samoa Amerykańskie).

## Linie lotnicze i połączenia
- Inter Island Airways (Pago Pago, Tau)